# Psittacanthus micrantherus
Psittacanthus micrantherus är en tvåhjärtbladig växtart som beskrevs av Kuijt. Psittacanthus micrantherus ingår i släktet Psittacanthus och familjen Loranthaceae. Inga underarter finns listade i Catalogue of Life.